# Світвотер (Техас)
Світвотер (англ. Sweetwater) — місто (англ. city) в США, в окрузі Нолан штату Техас. Населення — 10 622 особи (2020).

## Географія
Світвотер розташований за координатами 32°28′4″ пн. ш. 100°24′35″ зх. д. / 32.46778° пн. ш. 100.40972° зх. д. (32.467699, -100.409609).  За даними Бюро перепису населення США в 2010 році місто мало площу 26,02 км², з яких 26,01 км² — суходіл та 0,00 км² — водойми. В 2017 році площа становила 28,68 км², з яких 28,68 км² — суходіл та 0,00 км² — водойми.

## Демографія
Згідно з переписом 2010 року, у місті мешкало 10 906 осіб у 4340 домогосподарствах у складі 2801 родини. Густота населення становила 419 осіб/км².  Було 5040 помешкань (194/км²).
Расовий склад населення:
| - 81,8 % — білих - 6,2 % — чорних або афроамериканців - 0,6 % — азіатів - 0,5 % — корінних американців - 8,4 % — осіб інших рас |

До двох чи більше рас належало 2,5 %. Частка іспаномовних становила 38,3 % від усіх жителів.
За віковим діапазоном населення розподілялося таким чином: 27,1 % — особи молодші 18 років, 57,1 % — особи у віці 18—64 років, 15,8 % — особи у віці 65 років та старші. Медіана віку мешканця становила 37,4 року. На 100 осіб жіночої статі у місті припадало 94,7 чоловіків;  на 100 жінок у віці від 18 років та старших — 91,1 чоловіків також старших 18 років.
Середній дохід на одне домашнє господарство  становив 45 907 доларів США (медіана — 32 259), а середній дохід на одну сім'ю — 55 581 долар (медіана — 41 229). Медіана доходів становила 40 639 доларів для чоловіків та 25 254 долари для жінок. За межею бідності перебувало 24,9 % осіб, у тому числі 34,0 % дітей у віці до 18 років та 17,0 % осіб у віці 65 років та старших.
Цивільне працевлаштоване населення становило 4515 осіб. Основні галузі зайнятості: освіта, охорона здоров'я та соціальна допомога — 26,2 %, мистецтво, розваги та відпочинок — 16,5 %, виробництво — 13,0 %, роздрібна торгівля — 10,3 %.